# Megawati Soekarnoputri
Diah Permata Megawati Setiawati Soekarnoputri (Jogjakarta, 23 januari 1947) is een Indonesische politica, die van 23 juli 2001 tot 20 oktober 2004 de vijfde president van Indonesië was. Bij de presidentsverkiezingen van 2004 werd ze verslagen door Susilo Bambang Yudhoyono. In de periode 1999-2001 was zij vicepresident onder president Abdurrahman Wahid (Gus Dur).

## Biografie
Megawati is de tweede dochter van de voormalige president Soekarno. Haar moeder Fatmawati was een van de negen vrouwen van Soekarno. Haar voornaam betekent "wolkenvrouw" (mega = wolk). Haar "achternaam" betekent letterlijk "dochter van Soekarno" en is geen echte achternaam.
Megawati is opgegroeid in het beschermde en weelderige milieu van het Istana Merdeka (Paleis van de Onafhankelijkheid).
Megawati studeerde aan de landbouw-faculteit van de Padjadjaran Universiteit in Bandung maar is nooit afgestudeerd omdat zij bij haar vader wilde zijn toen die zijn macht verloor in 1967. Toen Soekarno werd afgezet en opgevolgd door generaal Soeharto was Megawati 19 jaar oud. De familie Soekarno zou niet lastiggevallen worden door het nieuwe regime als zij zich niet met de politiek zouden bemoeien.
In 1970, het jaar dat Soekarno overleed, begon Megawati een studie psychologie aan de Universitas Indonesia in Jakarta maar stopte na twee jaar.

### Politieke loopbaan
Tijdens turbulente voorverkiezingen om het leiderschap van de voormalige partij van haar vader PNI, nu Indonesische Democratische Partij (PDI) geheten, werd door president Soeharto een andere voorzitter voorgedragen voor deze kleine door hem toegelaten partij en gemanipuleerd gekozen. In reactie daarop werd door haar en een groeiende schare anti-Soeharto aanhangers een schaduwpartij, de Strijdende Indonesische Democratische Partij (PDI-P, waarbij de P voor Perjuangan=strijdend staat) in Bali opgericht, die hetzelfde symbool, een stier op rode ondergrond, had als haar vorige partij, maar nu werd de stier met boze ogen afgebeeld. De snelle groei van de partij, de vlag met de boze stier die overal wapperde, haar magische achternaam en de toenemende onrust tegen Soeharto, zorgden ervoor dat zij het enige alternatief voor deze president werd, naast enkele kleinere moslimpartijen. Ze kwam uit de tweede democratische verkiezingen sinds de onafhankelijkheid als grote overwinnaar uit de bus, maar kon toen als vrouw nog geen president van dit moslimland worden vonden de overige partijen, waardoor ze vicepresident werd onder Abdurrahman Wahid. Toen hij moest aftreden, was wel de weg open om president te worden.
De hooggespannen verwachtingen tijdens haar presidentschap heeft ze in vele ogen niet waargemaakt. Ze nam vaak geen beslissingen ondanks de noodzaak daartoe (opkomend moslimfundamentalisme, bankencrises etc.) en ook haar man raakte in opspraak wegens dubieuze transacties met overheidsgeld. Toen een van haar populaire ministers Susilo Bambang Yudhoyono overwoog om aan de komende presidentsverkiezingen mee te doen werd hij direct ontslagen.

### Persoonlijk
Megawati is moslim maar volgt (net als haar vader) ook traditionele Javaanse gebruiken en gelooft sterk in astrologie.
Megawati's eerste echtgenoot, Eerste Luitenant Surindo Supjarso, kwam om bij een vliegtuigongeluk in Irian Jaya (het huidige Papoea-Nieuw-Guinea) in 1970.

In 1972 trouwde ze met Hassan Gamal Ahmad Hasan, een Egyptische diplomaat. Dit huwelijk werd al snel ontbonden. Daarna trouwde ze met haar huidige echtgenoot, Taufik Kiemas, in 1973. Ze hebben drie kinderen, Muhammad Rizki Pratama, Muhammad Pradana Prabowo en Puan Maharani.